# Baconsthorpe
Baconsthorpe – wieś w Anglii, w hrabstwie Norfolk, w dystrykcie North Norfolk. Leży 31 km na północ od Norwich i 177 km na północny wschód od Londynu.
W 2001 miejscowość liczyła 232 mieszkańców.